# Élections locales britanniques de 2024
Les élections locales britanniques de 2024 se déroulent le 2 mai 2024 en Angleterre. 
Les élections sont considérées comme un test électoral majeur avant les prochaines élections générales. Considérablement affaibli, le Parti conservateur du Premier ministre Rishi Sunak fait face à la perspective d'une défaite face au Travailliste mené par Keir Starmer. les résultats sont par conséquent susceptibles d'influencer la date d'organisation des élections générales, théoriquement prévues au plus tard le 28 janvier 2025.
Le scrutin est une lourde défaite pour le parti conservateur. Ce dernier perd près de 500 élus municipaux et essuie des reculs jusque dans des régions traditionnellement considérées comme ses fiefs électoraux, telle que la ville de Basildon, sous majorité conservatrice depuis des décennies, qui passe aux travaillistes. Les conservateurs perdent également leur majorité dans des villes telles que Blackpool et Hartlepool, anciens fiefs travaillistes ralliés aux conservateurs depuis le Brexit et le gouvernement de Boris Johnson. Le 22 mai, Sunak convoque les élections générales pour le 4 juillet 2024,.